# Cobitis kellei
Cobitis kellei es una especie de peces de la familia Cobitidae en el orden de los Cypriniformes.

## Reproducción
Es ovíparo.

## Morfología
• Los machos pueden llegar alcanzar los 4,6 cm de longitud total.
- Presenta dimorfismo sexual.[1][2]

## Hábitat
Vive en zonas de clima templado.

## Distribución geográfica
Se encuentra en Turquía.